# Skånska Akademien

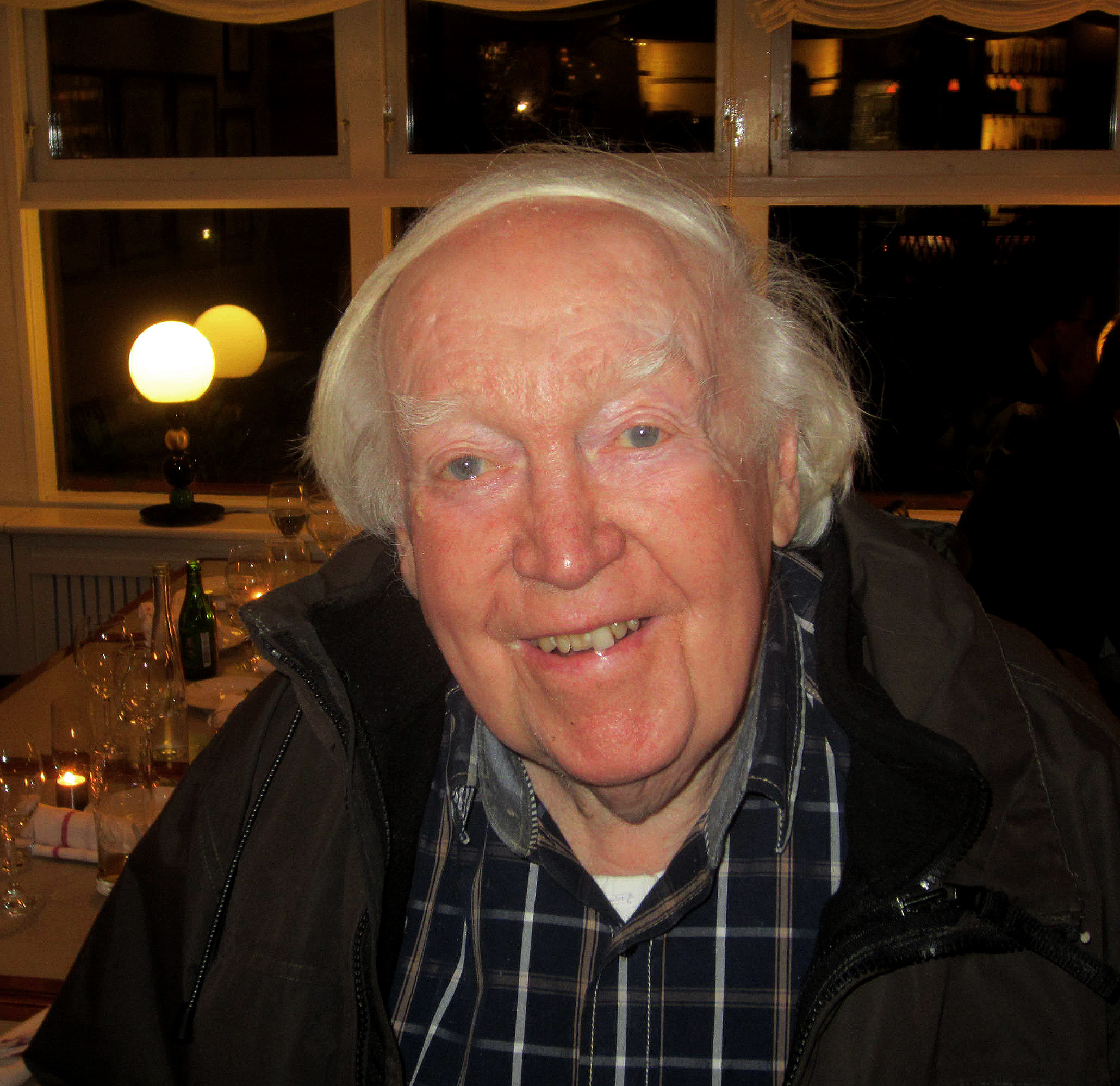
Helmer Lång (2011).

Skånska Akademien har som sin uppgift att vårda, främja och utveckla det skånska kulturarvet med avsikt att stärka Skåne i omvärlden men också stärka bilden av omvärlden i Skåne. Dess motto är Kultur och humor.
Akademien bildades i Lund på Malmö nation den 28 februari 1981 på initiativ av Helmer Lång, docent i litteraturvetenskap vid Lunds universitet. Bland de första medlemmarna, vilkas antal enligt stadgarna skall vara 21, märktes Hans Alfredson, Sten Broman och Gabriel Jönsson. Flera andra kulturpersonligheter har suttit i akademien, till exempel skådespelaren Nils Poppe, författaren Jacques Werup och skådespelaren Ernst-Hugo Järegård.
Akademien utgav under åren 1983–2007 en årsbok med olika teman hämtade från den skånska myllan. Därefter har akademien gett ut ett antal separata böcker. År 2016 kom boken "Konsten att bli skånsk. Funderingar från Skånska Akademien". Varje år utses ett antal "diplomater", ett hedersomnämnande för personer som med framstående insatser främjat akademiens syften.
Till ledamot kan väljas person som är född eller stadigvarande bosatt i Skåneland, det vill i detta fall sägas gälla en person från Skåne, Blekinge eller Halland.

## Mittelen och ”Årets Medelpunkt"

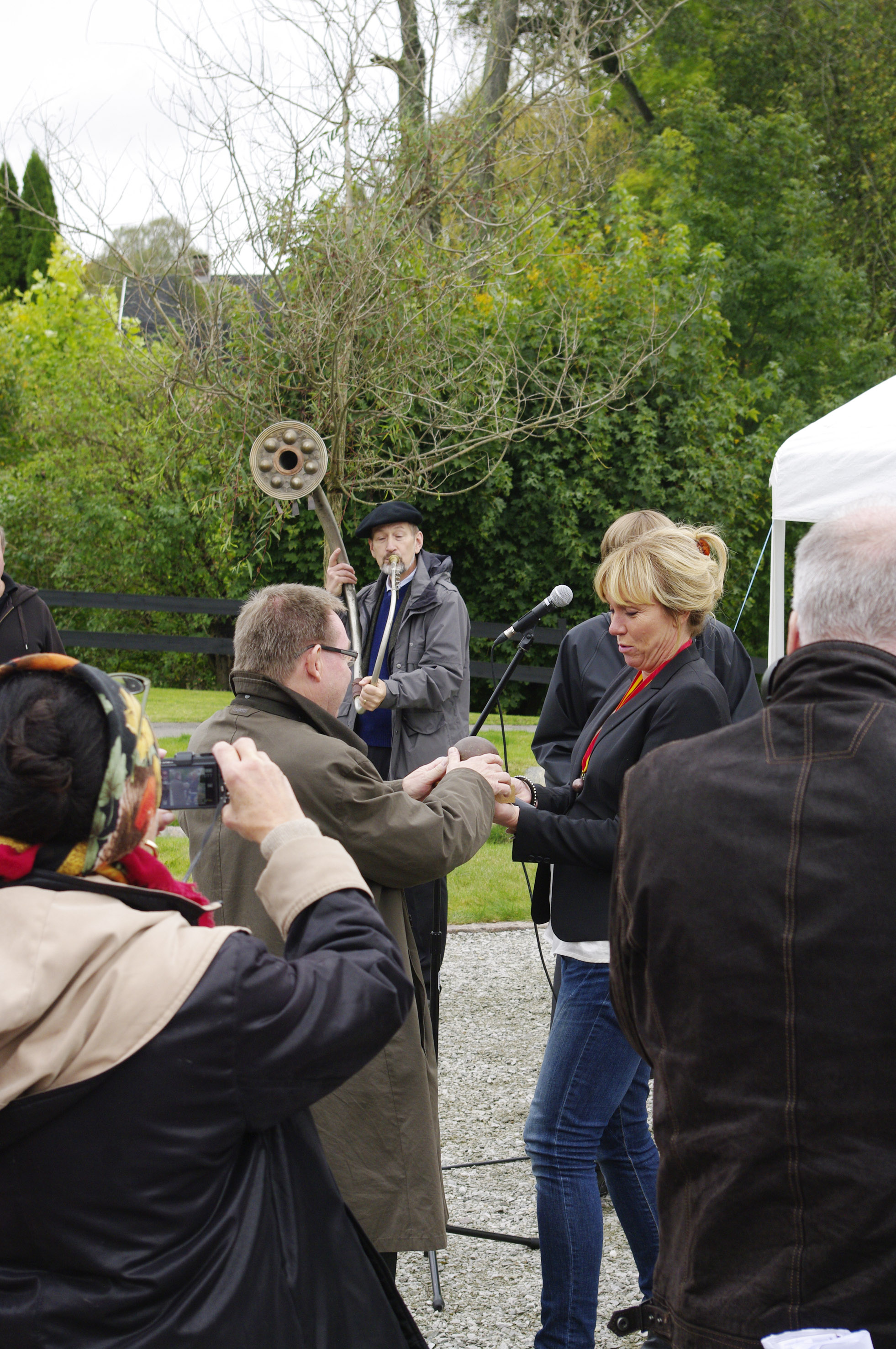
Anne Lundberg mottager "Årets Medelpunkt" 2012.

År 2009 inledde Skånska Akademien ett samarbete med Höörs kommun då man upptäckt att Skånes mittpunkt, tillika tyngdpunkt, ligger i kommunen. Höörs kommun beviljade ett anslag och hösten 2009 kunde landshövdingen Göran Tunhammar avtäcka monumentet Mittelen, skapad av Lars Ekholm.
Varje år utser akademien en värdig skånsk representant för akademiens valspråk: "Kultur och humor". Pristagaren mottar sin utmärkelse "Årets Medelpunkt" vid "Mittelen" den första lördagen i oktober månad. Priset är ett vandringsklot som symboliserar mittpunkten/tyngdpunkten. Pristagarna har varit följande:
- 2009 Höörs kommun
- 2010 Piratensällskapet
- 2011 Martin Martinsson från Musik i Skåne
- 2012 Anne Lundberg från Sveriges Television
- 2013 Eva Rydberg
- 2014 Jan Lundgren
- 2015 Percy Nilsson
- 2016 Anders Jansson & Johan Wester
- 2017 Jan Troell
- 2018 Ewa-Gun Westford
- 2019 Cirkus Brazil Jack
- 2020 Kalle Lind
- 2021 Marianne Mörck